# 費爾菲爾德 (佛羅里達州)
費爾菲爾德（英語：Fairfield）是位於美國佛羅里達州馬里昂縣的一個非建制地區。該地的面積和人口皆未知。

## 地理
費爾菲爾德的座標為29°22′01″N 82°15′04″W / 29.36694°N 82.25111°W，而該地的平均海拔高度為55米（即180英尺）。